# Bataille des Arapiles
Guerre d'indépendance espagnole
Batailles
- Olivença (01-1811)
- Gebora (02-1811)
- Campo Maior (03-1811)
- 1re Badajoz (04-1811)
- Fuentes de Oñoro (05-1811)
- Albuera (05-1811)
- Usagre (05-1811)
- Cogorderos (06-1811)
- Carpio (09-1811)
- El Bodón (09-1811)
- Aldeia da Ponte (09-1811)
- Arroyomolinos (10-1811)
- Tarifa (12-1811)
- Navas de Membrillo
- Almagro (01-1812)
- 2e Ciudad Rodrigo (01-1812)
- 2e Badajoz (03-1812)
- Villagarcia (04-1812)
- Almaraz (05-1812)
- Maguilla (06-1812)
- Arapiles (07-1812)
- García Hernández (07-1812)
- Majadahonda (08-1812)
- Retiro (08-1812)
- Madrid (08-1812)
- Burgos (09-1812)
- Villodrigo (10-1812)
- Tordesillas (10-1812)
- Alba de Tormes (11-1812) (es)
- San Muñoz (11-1812)

La bataille des Arapiles (Battle of Salamanca pour les Britanniques, et Batalha de Salamanca pour les Portugais) est une bataille de la guerre péninsulaire portugaise et de la guerre d'indépendance espagnole remportée par les forces anglo-portugaises de Wellington, qui intègrent pour la première fois une division espagnole, face aux Français. Elle fut livrée le 22 juillet 1812 près du village d'Arapiles, en Espagne. La victoire alliée est obtenue par la succession d'attaques en ordre oblique de sa cavalerie.

## Forces en présence

### Armée française du Portugal
Commandant en chef : maréchal Auguste Marmont — 50 000 soldats
- 8 divisions d'infanterie :
  - 1re division : général de division Maximilien Sébastien Foy — 4 900 fantassins
  - 2e division : général de division Bertrand Clauzel — 6 300 fantassins
  - 3e division : général de division Claude François Ferey — 5 400 fantassins
  - 4e division : général de division Jacques Thomas Sarrut — 5 000 fantassins
  - 5e division : général de division Antoine Louis Popon de Maucune — 5 000 fantassins
  - 6e division : général de division Antoine François Brenier de Montmorand — 4 300 fantassins
  - 7e division : général de brigade Jean Guillaume Barthélemy Thomières † — 4 300 fantassins
  - 8e division : général de division Jean Pierre François Bonet — 6 400 fantassins
- 2 divisions de cavalerie :
  - Division de cavalerie : général de brigade Pierre François Xavier Boyer — 1 500 dragons
  - Division de cavalerie : général de brigade Jean-Baptiste Théodore Curto — 1 900 cavaliers légers
- Artillerie : général de brigade Louis Tirlet — 78 canons, 3 300
- 1 300 sapeurs
- Prévôts et conducteurs de chariots

### Armée anglo-portugaise alliée
Lieutenant-général Arthur Wellesley de Wellington — 48 500 soldats
- 8 divisions d'infanterie britanniques et 2 brigades portugaises
  - 1re division britannique : major-général Henry Campbell (en) — 6 200 fantassins
  - 3e division britannique : major-général Edward Pakenham — 5 800 fantassins britanniques et portugais
  - 4e division britannique : major-général Galbraith Lowry Cole — 5 191 fantassins britanniques et portugais
  - 5e division britannique : lieutenant-général James Leith — 6 700 fantassins britanniques et portugais
  - 6e division britannique : major-général Henry Clinton (en) — 5 500 fantassins britanniques et portugais
  - 7e division britannique : lieutenant-général John Hope — 5 100 fantassins britanniques et portugais
  - Division d'infanterie légère : major-général Charles Alten — 3 500 fantassins britanniques et portugais
  - Division espagnole : Carlos de España — 3 400 fantassins
  - 1re brigade portugaise : colonel Denis Pack — 2 600 fantassins
  - 2e brigade portugaise : major-général Thomas Bradford (en) — 1 900 fantassins
- Cavalerie : lieutenant-général Stapleton Cotton — 5 brigades
  - 1re brigade britannique : major-général John Le Marchant † — 1 000 dragons lourds
  - 2e brigade britannique : major-général George Anson — 1 000 dragons légers
  - Brigade de chevau-légers anglo-allemands : major-général Victor Alten — 700 hommes
  - Brigade de dragons lourds de la King's German Legion : major-général George Bock — 800 hommes
  - Brigade de dragons portugais : major-général Benjamin D'Urban — 500 hommes
- Artillerie : Hoylet Framingham — 8 batteries d'artillerie britanniques et 1 portugaise

## Topographie

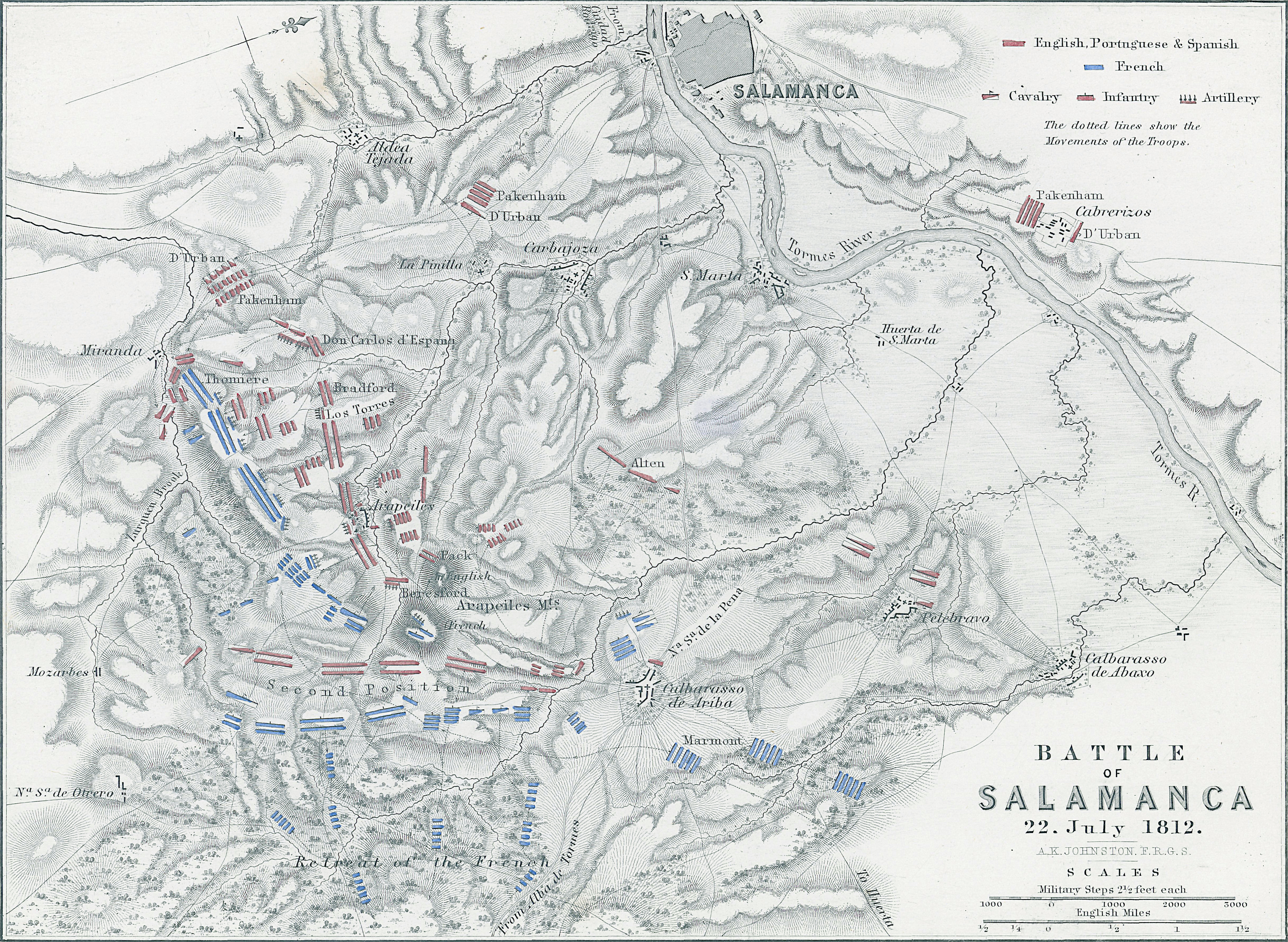
Carte de la bataille.

- Troupes alliées britanniques et portugaises, sous le commandement du duc de Wellington :
  - au début de la bataille, elles occupent la plaine aux environs du village des Arapiles, établi sur un plateau peu élevé (alt.+/-840 m) à huit kilomètres au sud de Salamanque.
  - 1 600 mètres à l'est du village, elles occupent un mamelon coiffé d'un plateau (alt.+/-888 m) long de 300 mètres dressé dans la plaine : le Petit Arapile.
- Troupes françaises : 2 000 mètres au sud-est du village des Arapiles, se dresse dans la plaine le Grand Arapile, un mamelon plus haut (alt.+/-898 m) que le Petit Arapile, coiffé d'un plateau long de 450 mètres, occupé par le maréchal Auguste Marmont et son état-major, au centre de la zone occupée dans la plaine par l'armée française en mouvement, du bourg de Calvarasa de Arriba (alt.+/-850 m) vers le bourg de Miranda de Azan (alt.+/-830 m).

## Événements antérieurs et décision de commencer la bataille
Au début de l'hiver 1811-1812, Wellington se replie au Portugal, mais reprend l'offensive en s'emparant de la citadelle de Ciudad Rodrigo le 19 janvier 1812 et de la ville-forteresse de Badajoz le 6 avril 1812, en poussant les Français à la retraite vers l'Estrémadure après la bataille de Villagarcia le 11 avril 1812, le raid d'Almaraz le 19 mai 1812 et le combat de Maguilla le 11 juin 1812.
Après six semaines éprouvantes pour Wellington, son incursion dans l'Espagne centrale est stoppée par l'armée du maréchal Marmont qui, par des marches rapides et des manœuvres sans pertes, maintient la pression sur les lignes d'approvisionnement britanniques. Wellington envisage finalement de se retirer au Portugal. Depuis l’aube du 22 juillet 1812, le maréchal Marmont a positionné les troupes françaises comme suit d’ouest en est : la 1re division de Foy près de Calvarasa de Ariba et en soutien la 3e division de Ferey, la 8e division de Bonet sur le Grand Arapile, les dragons de Boyer sont derrière en 2e ligne, la 4e division de Sarrut, la 2e division de Clauzel, la 6e division de Brenier, la 5e division de Maucune, enfin la 7e division de Thomières face à l’ennemi.
De son côté, Wellington porte à sa droite la 3e division d'Edward Pakenham et une brigade de cavalerie et fait occuper le village des Arapiles. La division espagnole de Carlos de España et la brigade portugaise de Thomas Bradford bouchent l’intervalle entre son centre et sa droite, une partie de la 4e division de Cole est en face de la 8e division de Bonet, le Petit Arapile est tenu par la 5e division de James Leith avec à sa gauche le reste de la division de Cole et la brigade portugaise de Denis Pack. Les 6e et 7e divisions d'Henry Clinton (en) et John Hope sont en 2e ligne, les dragons lourds de John Le Marchant et les chevau-légers de Victor Alten sont en réserve. Quand il observe que le maréchal Marmont a commis l'erreur tactique de séparer son flanc gauche du corps d'armée principal, on raconte que le duc de Wellington changea d'avis, jeta le poulet qu'il est en train de manger en criant « By God, that will do ! » et ordonna que le gros de son armée attaque immédiatement l'aile gauche française isolée.

## Mouvements préliminaires
Le maréchal Marmont peut apercevoir la 7e division de Wellington déployée sur une crête à l’ouest. Apercevant un nuage de poussière à cette distance, Marmont en déduit que l’armée alliée bat en retraite et qu’il en voit l’arrière-garde. Il projette de déplacer l’armée française vers le sud et ensuite vers l’ouest, pour contourner le flanc droit allié. Le maréchal Marmont fait erreur, car les Alliés ne se retirent pas vers l'ouest, mais attendent le moment propice pour les attaquer dans le sens nord-sud.
La plupart des divisions de Wellington sont à cet instant cachées derrière une crête au nord et les 3e et 5e divisions arriveront bientôt de Salamanque. Wellington projette de faire retraite s’il est débordé par le flanc, mais il attend prudemment que le maréchal Marmont commette une erreur.
Quand l'armée de Marmont a atteint son point occidental extrême, elle est très étirée en chapelet. La division du général Thomières avance en tête, proche de Miranda de Azan, suivie par la cavalerie de Curto. Ensuite viennent Maucune, Brenier et Bertrand Clauzel. Bonet, Sarrut et Boyer sont près du Grand Arapile. Foy et Ferey cheminent encore à l'est, près de Calvarasa de Arriba.

## La bataille

### Déroute de la division Thomières et blessure de Marmont

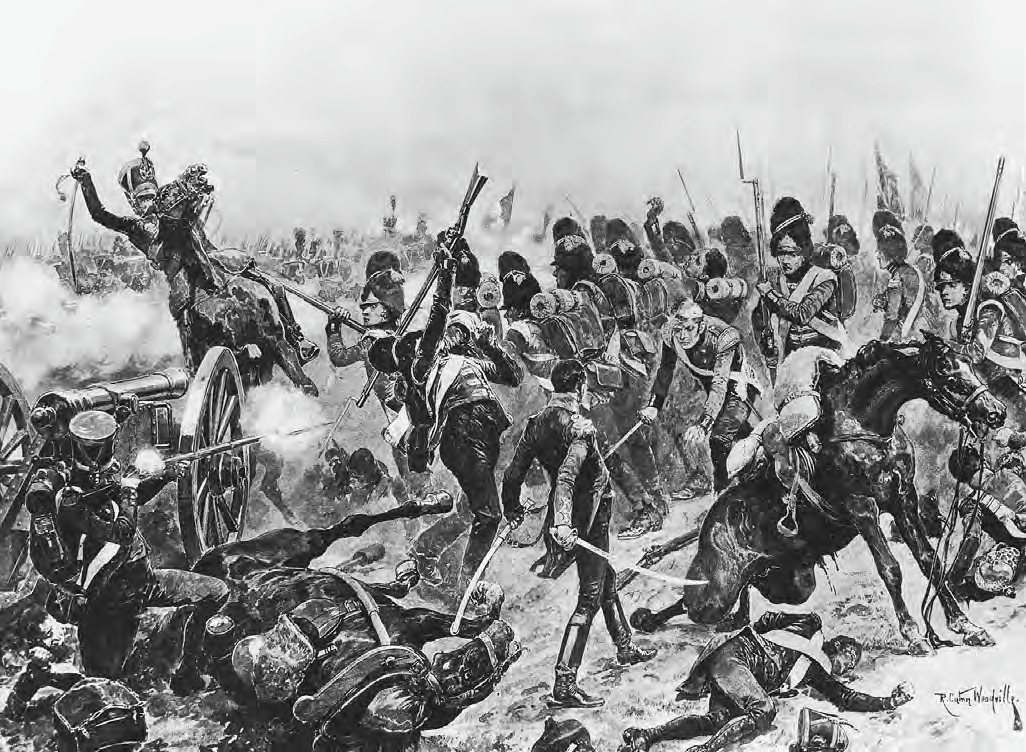
La 3e division du général Packenham engage la division Thomières. Illustration de Richard Caton Woodville.

Vers 16 h 30, quand la 3e division et la brigade D’Urban atteignent la tête ouest des troupes françaises, ils attaquent la division du général Thomières. Simultanément, Wellington lance dans la bataille les 5e et 4e divisions, appuyées par les 7e et 6e divisions, vers la partie est des troupes françaises. La 3e division s’étire en ligne sur deux rangs pour attaquer la tête de la division Thomières. Malgré sa formation en colonne, la division française repousse d’abord les attaquants, mais est alors attaquée et mise en déroute par une charge à la baïonnette. Le général Thomières est tué. Pendant que la 3e division d'Edward Pakenham attaque la division Thomières, le maréchal Marmont prend enfin conscience, depuis le Grand Arapile, du péril qui menace son armée. Au moment où il s’élance vers son cheval, il est blessé par des éclats de shrapnel britannique qui lui fracturent le bras droit, deux côtes, et lui perforent le rein droit. Comble de malchance, son commandant en second Bonet est aussi blessé peu après.
Marmont est blessé à peu près au moment où Thomières est tué. Dans une fourchette de temps de vingt (Chandler-Pimlott) à soixante minutes (Glover) selon les auteurs, l’armée française du Portugal se retrouve sans chef.

### Attaque de l'infanterie et de la cavalerie britanniques
Voyant la cavalerie ennemie prête à attaquer, Maucune dispose sa division en carrés, formation efficace pour contrer une attaque de cavalerie, mais déplorable pour résister à une attaque d’infanterie. Déployée en ligne sur deux rangs, la 5e division de James Leith décime facilement la division Maucune dans une bataille aux mousquets. Quand les fantassins français commencent à reculer, Stapleton Cotton lance contre eux la brigade de John Le Marchant, dont les cavaliers armés de sabres mettent en pièces les hommes de Maucune, les survivants étant nombreux à se rendre. Très vite, Le Marchant bat le rappel de ses effectifs et les envoie sur la division française suivante, épuisée par sa marche forcée. Les dragons lourds malmènent les soldats de la division Brenier en train, dans l’urgence, de se disposer en lignes, Le Marchant force un peu trop le destin et est tué en tentant d’enfoncer un carré français formé à l'arrière de la division Brenier. Le colonel William Ponsonby le remplace au pied levé. La 4e division de Cole attaque la division de Bonet et les Portugais de Denis Pack montent à l’assaut du Grand Arapile. Les deux attaques sont repoussées par les Français, aidés par quarante pièces d’artillerie tirant depuis le Grand Arapile.

### Échec de la contre-attaque de Clauzel et retraite française
Prenant le commandement des troupes françaises, le général Clauzel fait son possible pour se tirer de ce mauvais pas. Il ordonne à Sarrut de consolider avec sa division le flanc gauche décimé et lance contre la 4e division de Cole une dangereuse contre-attaque avec sa division, la division Bonet et les dragons de Boyer. Cette attaque écarte les survivants de la division Cole et heurte la 6e division de Wellington, en seconde ligne. Le maréchal Beresford réagit promptement à cette menace grandissante et envoie immédiatement les brigades portugaises Spry de la 5e division alliée attaquer l’infanterie française, cependant que Wellington déplace les 1re et 7e divisions pour l’appuyer. À l’issue d’âpres combats, les divisions Clauzel et Bonet sont défaites et l’armée française bat en retraite.
Puisque les débris de l’armée française refluent, Ferey dispose sa division en lignes sur trois rangs, chaque flanc protégé par un bataillon disposé en carré. Menés par la 6e division victorieuse d'Henry Clinton (en), les Britanniques tentent d’enfoncer cette formation mais sont d’abord repoussés. Après avoir ordonné à l’artillerie de tirer à feux croisés dans le centre des lignes françaises, Wellington lance un second assaut qui brise la division Ferey et tue son commandant. La division du général Foy couvre la retraite des Français en direction d’Alba de Tormès où ils peuvent emprunter un pont les mettant à l’abri sur la rive opposée de la rivière Tormès. Les Alliés, croyant que la traversée de la rivière y serait entravée par un bataillon espagnol occupant un fort, emprunte un itinéraire détourné pour poursuivre l’armée en retraite. Mais les défenseurs espagnols du fort s’en étaient retirés sans en avertir Wellington, ce qui permet aux Français de fuir.

## Conséquences

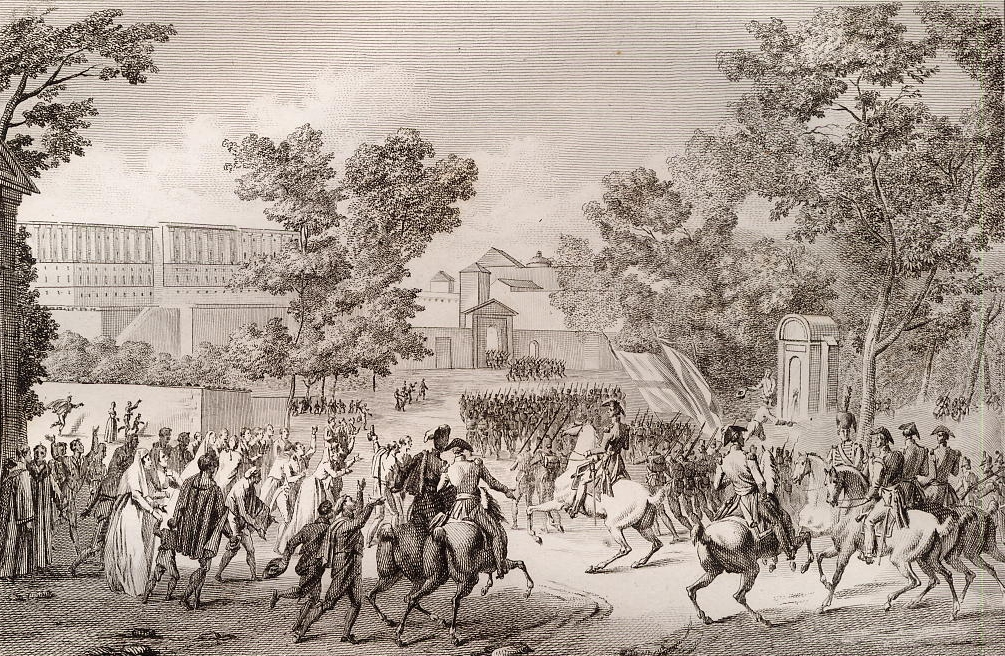
Entrée des anglais à Madrid, le 13 août 1812.

L'armée française du Portugal est amputée de 7 000 tués ou blessés et 7 000 prisonniers. Le maréchal Marmont est grièvement blessé, trois généraux de division (Thomières, Desgraviers-Berthelot et Ferey) sont mortellement blessés et un autre (Bonet) est blessé. Les pertes de 3 129 Britanniques et 2 038 Portugais, tués ou blessés, proviennent pour moitié de la 4e division de Cole et de la 6e division de Clinton (en). Parmi les officiers généraux, John Le Marchant est tué, le maréchal Beresford, James Leith, Cole, Stapleton Cotton et Alten sont blessés.
L'aile droite intacte de l'armée française, commandée par le général Foy et placée en arrière-garde pour protéger la retraite en bon ordre vers l'est, subit de lourdes pertes le 23 juillet 1812 à la bataille de García Hernández. La King's German Legion, composée de dragons lourds sous les ordres de Wellington, réussit l'exploit de briser un carré français, puis un deuxième en quelques minutes.
La victoire des Arapiles assied la réputation de militaire avisé et de bon stratège du duc de Wellington. On a dit de lui qu'il « avait défait une armée de quarante mille hommes en quarante minutes » (les quarante premières). Son armée a pu avancer et libérer Madrid moins de deux mois plus tard. La perte de la capitale affaiblit considérablement le gouvernement de Joseph Bonaparte, placé sur le trône d'Espagne par son frère Napoléon.